# Tannenberg (онлайн гра)
Tannenberg — комп'ютерна багатокористувацька гра, розроблена компаніями M2H і Blackmill Games і випущена M2H для персональних комп'ютерів на базі Windows, macOS і Linux, а також для ігрових приставок PlayStation 4 і Xbox One. 
Вихід гри відбувся 13 лютого 2019 року, після більш ніж року перебування у ранньому доступі.
Онлайн гра Tannenberg натхненна битвою при Танненберзі 1914 року в Східній Пруссії. У грі прискіпливо відтворено історично точне озброєння Першої світової війни, автентична форма та спорядження, деталізовані поранення та карти, що базуються на реальних полях битв Східного фронту.

## Ігровий процес
Tannenberg є шутером від першої особи з трьома режимами:
- «Маневр» (англ. Maneuver),
- «Бій на виснаження» (англ. Attrition)
- «Бій на смерть» (англ. Rifle Deathmatch)

Дія гри відбувається в окопах Першої світової війни, в яку можна грати до 64 гравців (або 40 на консолях). 
Підрозділи, зазвичай, складаються з чотирьох гравців: лідера загону, так званого унтер-офіцером, і трьох ролей, що залежать від країни та типу обраного загону. 
Унтер-офіцери можуть викликати такі можливості підтримки для свого війська, як то артилерійські загородження, рухливі загородження, атаки білого фосфору, димові завіси та мінометні снаряди.
У «Маневрі» гравці можуть приєднатися до однієї з двох історичних сторін Першої світової війни, до Центральних держав або Троїстої Антанти. Після вибору типу загону та ролі в загоні, гравці вступають у бій, де їм належить захопити сектори. Утримання секторів забезпечується контрольними точками, а команда з найбільшою кількістю контрольних точок виснажуватиме ресурси іншої сторони. Гра закінчується, коли в однієї з команд закінчуються ресурси, коли головний сектор будь-якої з команд захоплено, або коли закінчується час відведений на бій.
До «Бою на виснаження» гравці також можуть приєднатися до історичних сторін Першої світової. Кожна команда починає з певної кількості так званих «квитків». Квитками є кількість робочої сили, яка є у розпорядженні кожної сторони. Щоразу, коли гравець гине та відроджується, віднімається квиток. Ціль гри полягає в тому, щоб зменшити кількість квитків гравців протилежної сторони, перш ніж втратити всі квитки, без яких гравець не може відроджуватися.
У «Бою на смерть» гравці борються у вільній для всіх битві, озброївшись лише однією з гвинтівок та доповненнями, які можуть вибрати, приєднуючись до гри. Гравці можуть заробляти досвід та бали досвіду, вбиваючи інших гравців, а за бали досвіду можуть підвищувати рівень своїх гвинтівок, отримуючи для них додаткові аксесуари, такі як багнет або приціл.

## Розробка та випуск
Tannenberg була анонсована як самостійне доповнення до гри Verdun 24 травня 2017 року, а вже 16 листопада 2017 гра ввійшла в ранній доступ Steam.
Після більш ніж року раннього доступу Tannenberg була випущена 13 лютого 2019 в Steam. У травні 2019 року було оголошено, що гра стане доступною для PlayStation 4 та Xbox One в кінці того ж року. Проте гра вийшла для консолей лише 24 липня 2020.

## Відгуки
Tannenberg отримала змішані відгуки від критиків. На сайті-агрегаторі Metacritic версії гри для PC, PlayStation 4 та Xbox One отримали 69, 61 і 72 балів зі 100 можливих відповідно, а на сайті-агрегаторі Критиканство загалом — 62 (на основі двох оглядів).
У своєму огляді на Multiplayer.it Сімоне Тальяферрі відніс до плюсів напруженість матчів, а до мінусів — малонаселені сервери та наявність двох із трьох непотрібних режимів. 
Гаррі Хол з веб-сайту Gamer.nl відзначив із плюсів те, що тактика виглядає автентичною, а з мінусів — графіку гри, що застаріла для сучасності.
Вацлав Пехачек з веб-порталу Games.cz відзначив з мінусів графіку та низький бюджет. Даніеле Спелта з веб-сайту SpazioGames відзначив із плюсів режим «Маневр», велику увагу до історичного контексту та командну роботу, а з мінусів — «сервери вже починають перетворюватися на пустки, ШІ часто ставить під загрозу результат матчів, відмінності між класами та підрозділами мінімальні».
Ейке Крамер із веб-журналу 4Players зазначив, що «поля битв Східного фронту пропонують велику різноманітність: від болотистих трясовин і безплідних гірських хребтів до густих лісів». 
Чендлер Вуд із веб-сайту PlayStation LifeStyle відзначив із плюсів «цікавий дизайн оточення; унікальний погляд на традиційну війну FPS; увагу до деталей та історичну достовірність», а з мінусів — жорстку і незграбну анімацію: інтерфейс користувача і погану адаптацію для нових гравців.
Джеймс Бентлі з веб-сайту TheXboxHub відзначив із плюсів «велику увагу до деталей та дизайну картки; цікаві ідеї та механіки», а з мінусів — «застарілі візуальні ефекти; іноді незграбний геймплей; що розчаровує TTK ». 
Дж. Мачеєвський із веб-сайту Video Chums відзначив із плюсів вражаюче великі та складні мапи та безліч граней і стратегій для пошуку, а з мінусів — часті несподівані смерті та погані візуальні ефекти.
Філіп Вольнов з веб-порталу Riot Pixels відзначив з мінусів «кострубату графіку», відсутність можливості керування технікою та наявність солдатів, керованих штучним інтелектом (ботів).
Данил Ряснянський з веб-сайту Great Gamer зазначив, що «недосконалість зовнішнього вигляду, відсутність багатої кастомізації і деякі дрібні шорсткості Tannenberg цілком гідно компенсує серйозним науковим підходом і досить бадьорим командно-тактичним ігровим процесом».

## Українізація
У березні 2024 створено користувацьку українізацію гри.
У ній фракцію Австро-Угорщини замінено на Українських січових стрільців. Угорські військові звання також замінено на: Хорунжий, Стрілець, Вістун, Штурмовик.
Посилання на українізацію тут:
https://steamcommunity.com/sharedfiles/filedetails/?id=3203897387